# Cueva del Aliento del Dragón
La Cueva del Aliento del Dragón es una cueva situada a 46 kilómetros al noroeste de Grootfontein, en la región de Otjozondjupa de Namibia. Fue descubierta en 1986 y recibe su nombre por el aire húmedo que se eleva desde su entrada.
La cueva contiene el lago subterráneo no subglacial más grande del mundo, con una superficie de casi 2 hectáreas. El lago está situado a unos 100 metros por debajo de la superficie. Se desconoce su profundidad total, aunque las exploraciones realizadas hasta la fecha sugieren que es de, al menos, 100 m. Aunque se ha informado de que la rara especie de pez, Clarias cavernicola, vive en el lago de la Cueva del Aliento del Dragón, esto es un error. Solo se conoce de la cercana Cueva de Aigamas.

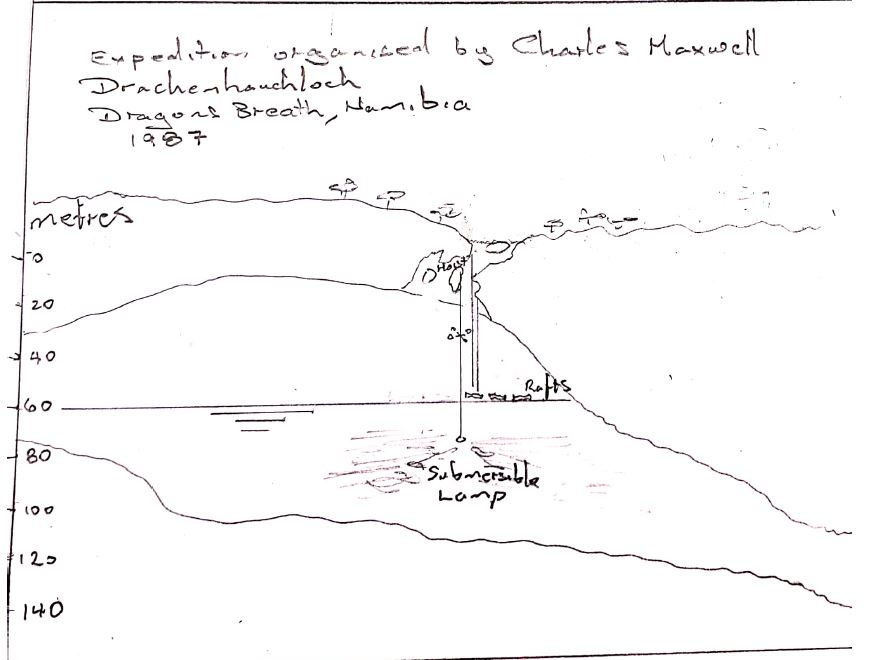
Bosquejo de la Cueva del Aliento del Dragón. 1986

Martyn Farr registra en su libro The Darkness Beckons la exploración de la cueva por un equipo de buzos y cavernólogos organizado por Charles Maxwell el año después de que la cueva fuera identificada en 1986 por estos como de tamaño significativo.